# Anarthria humilis
Espèce
Anarthria humilis est une espèce de plantes du genre Anarthria et de la famille des Restionaceae.